# Richard Roth (Filmproduzent)
Richard Roth, auch Richard N. Roth (* 20. Jahrhundert) ist ein Filmproduzent. Er wird des Öfteren mit dem Produzenten Richard A. Roth verwechselt.
Roth trat seit 1969 als Produzent in Erscheinung und war wohl bis zuletzt 1990 an einigen Produktionen beteiligt, darunter So wie wir waren (1973) und Blue Velvet (1986). Bei der Oscarverleihung 1978 war er für Julia für den Oscar in der Kategorie Bester Film nominiert.